# László Tőkés
László Tőkés (n. 1 aprilie 1952, Cluj, România) este unul din liderii politici ai comunității maghiare din România, de profesie pastor reformat. Înainte de 1989 s-a remarcat ca opozant față de autoritățile regimului comunist din România. Încercarea de mutare a lui de la Timișoara a fost scânteia care a declanșat Revoluția română din 1989. Între 1990-2009 a fost episcop al Eparhiei Reformate de Piatra Craiului, cu sediul în Oradea. La alegerile europarlamentare din 2007 a fost ales eurodeputat independent din partea României, cu 176.533 de voturi, reprezentând 3,44% din totalul voturilor exprimate pe țară. În 2009 a fost reales în această funcție pe lista UDMR. Din 2010 până în anul 2012 a deținut funcția de vicepreședinte al Parlamentului European. La alegerile europarlamentare din 2014 a obținut un nou mandat, de data aceasta ca reprezentant al Ungariei, fiind ales pe lista FIDESZ.
Are dublă cetățenie, atât română cât și maghiară.

## Originea și studiile
László Tőkés s-a născut la 1 aprilie 1952, în familia lui István Tőkés, pastor reformat și profesor la Institutul Teologic Protestant din Cluj, și al lui Erzsébet Vass. A urmat la rândul său studiile teologice la Institutul Teologic Protestant din Cluj (1971–1975).

## Activitatea sa până în 1989
După absolvirea în 1975 a facultății, Tőkés a fost numit pastor al unei biserici reformate din Brașov, apoi la Dej. În anii 1981-1982 a contribuit la editarea revistei maghiare clandestine Ellenpontok („Contrapuncte”), ceea ce a atras urmărirea sa de către Departamentul Securității Statului din România. Publicarea unui articol în care a denunțat încălcarea unor drepturi în România de atunci, a avut drept consecință mutarea sa disciplinară în comuna Sânpetru de Câmpie. 

### Conflict cu episcopia reformată
Din cauza opoziției manifestate față de autoritățile de stat și bisericești și a refuzului său de a se lăsa transferat la Sânpetru de Câmpie, a fost scos din preoțimea protestantă în anul 1984. Astfel, timp de 25 de luni (1984-1986) nu a avut un loc de muncă în România. Situația sa a ajuns pe agenda Comisiei de Relații Externe a Senatului Statelor Unite, care a intervenit pe lângă autoritățile guvernamentale din România.
În 1986 i-a fost dată permisiunea de a activa ca pastor adjunct la parohia reformată din Timișoara. Pentru criticile aduse situației din cadrul bisericii reformate și a planului guvernamental de sistematizare rurală, care includea demolarea multor sate din România, a fost persecutat în repetate rânduri. După moartea lui Leo Peuker, pastorul titular al parohiei reformate, sprijinit de membrii consiliului parohial, Tőkés a cerut episcopului reformat de Oradea László Papp să-l titularizeze pe postul de paroh la Timișoara. Refuzul episcopului a fost unul din motivele conflictului dintre episcopie și Tőkés.
La 31 octombrie 1988, cu prilejul Zilei Reformei (sărbătoare tradițională în Biserica Reformată), Tőkés a organizat la parohia sa o manifestare culturală, la care au participat și membri ai trupei de teatru de limbă maghiară „Thalia” - trupă organizată pe lângă Casa de Cultură a Studenților din Timișoara. La acea manifestare au fost declamate poezii care nu erau pe placul autorităților, motiv pentru care atât Tőkés, cât și membrii trupei „Thalia” au fost avertizați să nu mai organizeze asemenea manifestări. Totuși, la 4 decembrie 1988 ei au organizat a doua manifestare culturală la parohia reformată, motiv de interzicere temporară a trupei „Thalia”.
Tőkés a protestat față de actul prin care a fost desființată trupa de teatru, iar protestul său a fost difuzat de autoritățile din statul vecin, Ungaria, prin Radio Budapesta la 28 mai 1989. În urma acestui eveniment, Tőkés a devenit cunoscut ca disident față de regimul român.
O altă acțiune prin care a nemulțumit autoritățile române a fost întocmirea, împreună cu János Molnár, pastor în Sebiș (județul Arad), a unui apel contra planului guvernului român de sistematizare și modernizare a satelor, apel votat la 6 septembrie 1988 în ședința preoților din Protopopiatul Reformat de Timișoara (atunci cu sediul la Arad). În apel se cerea ca statul să construiască biserici și case parohiale noi în locul celor prevăzute pentru demolare în planurile comuniste de sistematizare a mediului rural, iar comunitățile religioase să nu fie dispersate odată cu sistematizarea satelor.
La 24 iulie 1989 Televiziunea Maghiară i-a luat un interviu lui Tőkés, ceea ce a vexat și mai mult autoritățile bisericii reformate și pe cele de stat române. Drept urmare, episcopul de Oradea, László Papp a decis destituirea lui Tőkés de la parohia din Timișoara și mutarea sa în satul Mineu (județul Sălaj). Refuzul lui Tőkés de a accepta hotărârea l-a determinat pe episcop să deschidă o acțiune judiciară la Judecătoria Timișoara pentru evacuarea preotului din locuința în care domicilia - locuință proprietate a parohiei Bisericii Reformate. La 20 octombrie 1989 Judecătoria Timișoara a emis o sentință prin care Tőkés era obligat să evacueze locuința. Recursul lui Tőkés a fost respins de Tribunalul Timiș la 28 noiembrie 1989. Potrivit somației executorului judecătoresc, László Tőkés avea termen până la 15 decembrie 1989 să evacueze de bună voie locuința, ceea ce Tőkés a adus la cunoștința enoriașilor cu prilejul serviciului divin duminical din 10 decembrie 1989.

## Rolul său în declanșarea Revoluției Române din 1989
În seara de vineri, 15 decembrie 1989, un grup de enoriași reformați de etnie maghiară, cărora li s-a alăturat în cursul zilei un grup de enoriași baptiști, s-au adunat în fața Bisericii Reformate, pentru a-l susține pe Tőkés. În dimineața zilei de sâmbătă, 16 decembrie, circa 500 de credincioși reformați și baptiști conduși de pastorul Petre Dugulescu, s-au adunat la locuința lui Tőkés, unde au împiedicat ridicarea sa din casa parohială. În cursul zilei de 16 decembrie grupului de credincioși protestanți adunați în fața bisericii reformate din strada Timotei Cipariu din Timișoara i s-au alăturat numeroși trecători, mulțimea începând să scandeze lozinci anticomuniste. Acțiunea de protest a generat mișcarea populară din Timișoara, punctul de pornire al Revoluției anticomuniste române din 1989.
La 22 decembrie 1989 Tőkés a fost numit membru în Consiliul Frontului Salvării Naționale.

## Activitatea sa de după 1989
Imediat după revoluție Tőkés a fost ales episcop la Eparhia Reformată de pe lângă Piatra Craiului (cu sediul la Oradea), în locul lui László Papp, cu care fusese în conflict. În calitate de episcop, a devenit copreședinte al Sinodului din Biserica Reformată din România. 
A fost ales președinte de onoare al Uniunii Democrate a Maghiarilor din România.

### Diverse

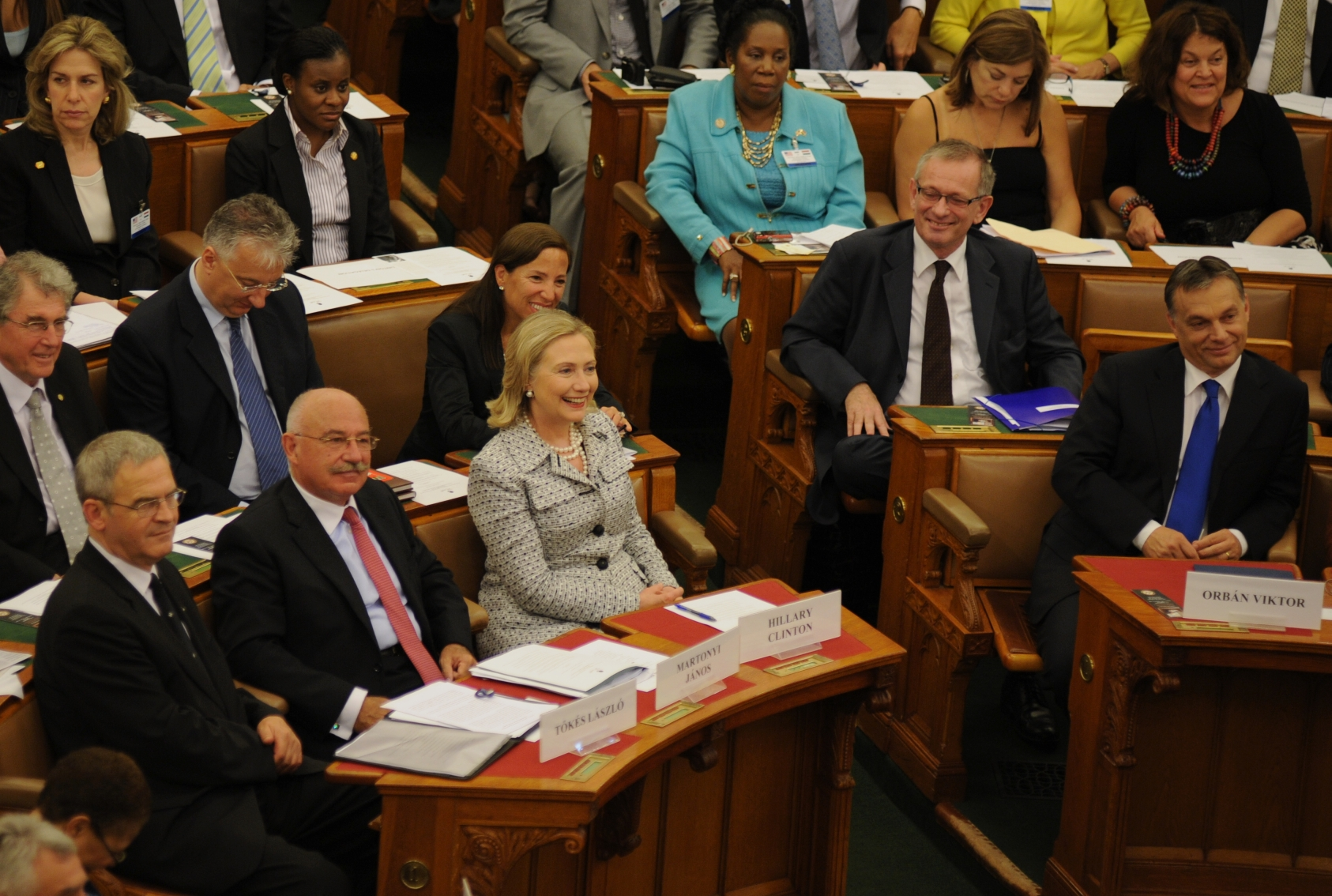
Tőkés participând la vizita lui Hillary Clinton

În 1996 Tőkés a devenit președintele de onoare al Uniunii Mondiale a Maghiarilor. Apoi, în 1999, a fondat Universitatea Creștină Partium, ocupând și funcția de președinte al Universității. În 2003 a fost ales președinte al Consiliului Național Maghiar din Transilvania.
În 2007 episcopul a fost audiat de Consiliul Național pentru Studierea Arhivelor Securității în vederea stabilirii dacă a colaborat sau nu cu Securitatea. Împotriva lui Tőkés au mai fost formulate câteva acuzații de colaborare, culminând cu publicarea în presă a unui angajament prezumtiv al lui, document pe care CNSAS nu l-a considerat fondat, întrucât nu fusese semnat. Episcopul Tőkés a declarat de mai multe ori că în anii comunismului se încercase contactarea și racolarea sa de către Securitate și că a refuzat. Cu o majoritate de voturi s-a decis că Tőkés nu a colaborat cu Securitatea.
La alegerile europarlamentare din 25 noiembrie 2007 a fost ales deputat independent din partea României în Parlamentul European, cu 3,44% din totalul voturilor exprimate pe țară.
La 17 decembrie 2009 președintele României, Traian Băsescu l-a decorat pe Tőkés cu Ordinul Național Steaua României „în semn de mare apreciere a curajului și demnității de care a dat dovadă, declanșând, prin exemplu personal, revolta istorică a poporului român împotriva dictaturii comuniste”.
La 15 iunie 2010 a fost ales între cei 14 vice-președinți ai Parlamentului European.
Tőkés a fost desemnat președinte al Consiliului Autonomiei Maghiare din Bazinul Carpatic, un consiliu multinațional care coordonează acțiuni maghiare pentru autonomie în Slovacia, Croația, Serbia, Ucraina, România (deci în Bazinul Panonic, Bazinul Carpatic și Ucraina subcarpatică). În 2001, conducerea Uniunii Democratice a Maghiarilor din România l-a sancționat cu „mustrare scrisă”. Tőkés s-a îndepărtat de această organizație și a devenit unul dintre susținătorii Uniunii Civice maghiare.
În februarie 2013, preotul a acuzat guvernul Victor Ponta că „... este continuatorul unei moșteniri retrograde comuniste”, în contextul în care acesta a subliniat că guvernul are manifestări antimaghiare.
De asemenea, la 27 iunie 2013 el a cerut guvernului de la Budapesta, lui Viktor Orbán, să activeze politic pentru crea un sistem (maghiar) de cooperare națională prin care să se obțină drepturi de Protector în Transilvania, ceea ce ar fi un amestec în politica internă a României. Legat de aceasta, mulți politicieni de la București au solicitat retragerea Ordinului Național „Steaua României” acordat preotului Tökés în 2009. În februarie 2016 Înalta Curte de Casație și Justiție a respins definitiv, ca nefondat, recursul europarlamentarului Tőkés privind decizia nr. 1973 din 20 iunie 2014 a instanței de fond, Curtea de Apel București, prin care aceasta a respins contestația privind decizia Consiliului Național al Ordinului Național „Steaua României” de retragere a decorației. Motivul pentru care i-a fost retrasă această distincție este că în 2013 Tokes a sugerat că autoritățile ungare ar trebui să-și asume „statutul de protector” în cazul maghiarilor din Transilvania. Referitor la decizia ÎCCJ, în data de 29 februarie 2016 Viktor Orban a susținut în fața diplomaților că „România duce o «campanie politică» împotriva liderilor minorității maghiare de pe teritoriul său, sub pretextul constituționalității, legalității și luptei împotriva corupției” și că „Ungaria «va trebui să ridice această problemă într-un mod corespunzător»”. La 3 martie 2016, președintele Klaus Iohannis a anunțat că a decis să-i retragă Ordinul „Steaua României” lui Laszlo Tokes. ÎCCJ a admis în 12 mai 2021 recursul procesului în care acesta i-a acționat în instanță pe Klaus Iohannis și Dacian Cioloș în noiembrie 2016. În iulie 2025, Tőkés a declarat că „Transilvania ar trebui să rămână sub stăpânire românească, dar să fie sub autonomie maghiară”.

## Distincții și premii
- Premiul Berzsényi (Ungaria, 1989)
- Premiul Bethlen Gábor (Ungaria, 1990)
- Nominalizat pentru Premiul Nobel pentru Pace (1990)
- Premiul Roosevelt (Olanda, 1990)
- Doctor Honoris Causa al Regent University (Virginia Beach, USA, 1990)
- Doctor Honoris Causa al Academiei Teologice Reformate din Debrețin (Ungaria, 1990)
- Doctor Honoris Causa al Universității Hope College (Holland, Michigan, USA, 1991)
- Premiul Geuzenpenning (Olanda, 1991)
- Membru al Senatului de Onoare European (1992)
- Membru al Ordinului Cavalerilor Ioaniți (1993)
- Premiul Pro Fide (Finlanda, 1993)
- Premiul Bocskay (Ungaria, 1995)
- Distincția Moștenirea Maghiară (Ungaria, 1996)
- Premiul pentru Minorități al Centrului CIEMEN din Catalonia (Barcelona, Spania, 1996)
- Marele Premiu Leopold Kunschak (Austria, 1998)
- Premiul Fidelitate (Ungaria, 1999)
- Marea Cruce a Ordinului Republicii Ungare
- Cetățean de onoare al orașelor Sárospatak (Ungaria), Odorheiu Secuiesc (România), al comunei Sic (România), precum și al sectoarelor V. și XI. din Budapesta (Ungaria)
- Ordinul Național Steaua României (17 decembrie 2009), retras definitiv în 2016[15]

## Opera
- Unde-i numele Domnului, e și libertatea (1990)
- Asediul Timișoarei ’89 (1990)
- With God, for the People (1990) – în traducere în limbile maghiară, olandeză, finlandeză
- E timpul pentru a vorbi (1993)
- O expresie și ce e în spatele ei (1993) – în limbile maghiară și engleză
- În spiritul Timișoarei – Ecumenie și reconciliere (1996) – în limbile maghiară, română și engleză
- Memento de Timișoara (1999)
- Asediul Timișoarei (Traducerea în limba română de Gelu Păteanu a volumului cu același titlu)
- Culegere de predici difuzate de emisiunea „Vasárnapi Újság” (Ziarul de duminică), Radio Kossuth (2003)
- Speranță și realitate (2004)